# 白南龍
白 南龍（ペク・ナムリョン、朝鮮語: 백남룡、1949年10月19日—）は、北朝鮮の小説家。

## 経歴
1949年咸鏡南道咸興で生まれた。 朝鮮戦争中に彼の父は殺され、彼の母親は11歳で亡くなったという。1966年に咸興高等機械専門学校を卒業後、地方の獨魯江工作機械工場で10年間旋盤を操作した。仕事の合間に小説を書き始めた。1971年から1976年まで、金日成総合大学（通信課程）で朝鮮文学を学んだ。卒業後、1977年、慈江道作家同盟の職業作家になった。 1987年、朝鮮作家同盟の召喚を受けて平壌に移り、「4·15文学創作団」と呼ばれる作家のエリート集団に加わった。

## 著書
- 『友』、1988年。人民裁判所の判事チョン・ジヌが一件の離婚相談をきっかけに、技術コンペティションの報奨金をめぐる不正に気付いてこれを正し、同時にその不正で不利益を被っていた技術者一家の家庭不和の解決に、判事としての職分を越え、友人として奔走する物語[4]。発表後、2001年に『家庭』というタイトルでドラマ化された[5]。『友』の英語版（『Friend』、イマヌエル・キム英訳 、コロンビア大学出版社、2020年）は、「全体主義体制の下での日常生活が垣間見えることに非常に価値がある」として、米国の図書館員向け雑誌「ライブラリー・ジャーナル」が毎年発表するベストブックスの2020年世界文学の一冊に選ばれた[6][7][8]。

- 彼の代表作の一つである『生命』（1985）は1985年の1年間、北朝鮮で創作された作品の中で優秀な短編小説5編のうちの1つに選ばれ、「1985年度成果作」という表彰を受けた。 この作品と共に『60年後』（1985）、『帰り道で』（1985）、『友』（1988）などは北朝鮮最高のベストセラーを記録した[9]。

- 『復興』、長編小説、2020年9月。金正恩の業績と偉大さを描く叢書の第一巻[10]。